# زولتان سارکا
زولتان سارکا (مجاری: Zoltán Szarka; ۱۲ اوت ۱۹۴۲ – ۱۸ آوریل ۲۰۱۶) بازیکن فوتبال اهل مجارستان بود.
وی به‌همراه تیم ملی فوتبال مجارستان در بازی‌های المپیک تابستانی ۱۹۶۸ به مقام قهرمانی دست پیدا کرده‌است.